# Maro Balić
Maro Balić (Ragusa, 5 giugno 1971) è un pallanuotista croato, vincitore di una medaglia di argento ai giochi olimpici di Atlanta 1996.

## Palmarès

### Club

#### Trofei nazionali
- Campionato croato: 4

Jug Dubrovnik: 1999-00, 2000-01, 2003-04, 2004-05
- Kup Hrvatske: 6

Jug Dubrovnik: 1994-1995, 1996-1997, 2000-2001, 2002-2003, 2003-2004, 2004-2005

#### Trofei internazionali
- Eurolega: 1

Jug Dubrovnik: 2000-01
- Coppe LEN: 1

Jug Dubrovnik: 1999-00
- Coppa COMEN: 1

Jug Dubrovnik: 1998-99